# Castelo de Rebordãos
O Castelo de Rebordãos, também referido como Castelo do Tourão ou Castelo de Tourões, localiza-se na povoação e freguesia de Rebordãos, município e distrito de Bragança, em Portugal.
Erguido sobre um penedo rochoso, em posição dominante sobre a povoação, é naturalmente defendido pelos lados Oeste e Norte. Do alto de seus muros avistam-se os vizinhos Castelo de Bragança, Castelo de Vimioso, Castelo de Outeiro de Miranda, Castelo de Penas Róias, Castelo de Miranda do Douro e as terras para além do rio Douro, até Zamora, na Espanha.
O Castelo de Rebordãos encontra-se classificado como Imóvel de Interesse Público por Decreto publicado no DG nª 228 de 20 de Outubro de 1955.

## História
Embora não existam informações abundantes acerca do primitivo povoamento de Rebordãos, deveria constituir-se em um núcleo de certa importância à época da Independência de Portugal. Quando D. Sancho I (1185-1211) promoveu a afirmação de sua autoridade no Nordeste transmontano, esta povoação recebeu Carta de Foral, passando a vila e sede de Concelho (1208). Datará desta época, princípios do século XIII, o início da sua fortificação.
Com o advento da Idade Moderna, a povoação e seu castelo perderam expressão, culminando com a mudança da vila para novo local, mais Sudoeste, no século XVI, onde se fizeram erguer a Casa da Câmara e o pelourinho.
No início do século XIX, Rebordãos deixou de ser sede de Concelho.
Atualmente em ruínas, alguns dos testemunhos arqueológicos recolhidos em seu perímetro, como restos de cerâmicas, moedas, setas, esporas, e outros, podem ser observados no Museu de Bragança. O conjunto carece, entretanto, de novas pesquisas.

## Características
Castelo de montanha, de pequenas dimensões, apresentava planta elíptica, orgânica, com muralhas de alvenaria de pedra argamassada, com uma espessura aproximada de 1,5 metros e, em alguns troços, até três metros de altura. Embora carecendo de maior pesquisa, o seu sistema defensivo é rudimentar, não tendo sido identificada uma torre de menagem. De acordo com as Memórias do Abade de Baçal, na primeira metade do século XX, identificavam-se na praça de armas vestígios de edificações, e pelo exterior, vestígios de fossos.